# Відлік до Нескінченної кризи
«Відлік до Нескінченної кризи» (англ. Countdown to Infinite Crisis), також відомий як «Відлік DC» (англ. DC Countdown) — спеціальний випуск коміксу у форматі ваншоту, який став офіційним початком сюжетної лінії «Нескінченна криза». Видання вийшло 30 березня 2005 року, одразу було розпродане та швидко перевидане другим накладом. У первинній версії обкладинка зображувала Бетмена, який тримає вбитого героя, тіло якого було затінене, аби не розкрити інтригу. У другому накладі затінення прибрали, відкривши особу загиблого.
Первісно в анонсах комікс мав назву DC Countdown, що слугувало спробою не розкривати сюжетну складову майбутньої кризи завчасно.
Комікс вийшов у форматі спеціального випуску на 80 сторінок за ціною 1 долар США — значно дешевше, ніж зазвичай для такого обсягу. Повторне видання коштувало вже 2 долари. Сценарій був написаний у співавторстві Джеффом Джонсом, Ґреґом Ракою та Джаддом Вініком. Ілюстрації виконувалися різними художніми командами для окремих розділів: Рагс Моралес і Майкл Бейр, Хесус Саїз і Джиммі Палміотті, Айван Рейс і Марк Кампос, а також Філ Хіменес і Енді Леннінґ. Ед Бенес працював над одним із розділів як пензельник та чорнильник.

## Сюжет
Головним героєм історії є Тед Корд, супергерой, більш відомий як Синій Жук, колишній учасник Ліги Справедливості. Він починає розслідування зникнення коштів із власної компанії, що призвело до майже повного банкрутства. Більшість супергероїв Всесвіту DC, окрім Диво-жінки, не сприймають його занепокоєння серйозно. Бетмен, який знову згадав, що Ліга колись стерла йому пам’ять, відверто ігнорує Корда, за що пізніше пошкодує.
Єдиним союзником Теда стає його найкращий друг — Бустер Ґолд, який намагається допомогти, але потрапляє в пастку й отримує серйозні поранення. Синій Жук продовжує розслідування наодинці, що приводить його до Швейцарії, де він проникає до штаб-квартири організації «Шах і мат». Там він стикається з Максвеллом Лордом, який використовує дані з файлів Ліги Справедливості та супутника Бетмена Brother MK I, щоб шпигувати за супергероями, яких вважає потенційною загрозою людству.
Коли Синій Жук відмовляється приєднатися до Лорда, останній вбиває його пострілом у голову.

## Персонажі
- Тед Корд / Синій Жук
- Брюс Вейн / Бетмен
- Бустер Ґолд
- Максвелл Лорд
- Диво-жінка
- Шазам

## Кросовери
Countdown to Infinite Crisis виконує роль вступу до чотирьох основних серій, що передують Infinite Crisis. Основна сюжетна лінія напряму веде до The OMAC Project. Події Day of Vengeance побічно згадуються через коротку появу Шазама. Rann-Thanagar War з’являється лише на одній сторінці, при цьому конфлікт вже триває. Персонажі Villains United показані в окремому розділі, який не пов'язаний із головною лінією Синього Жука.

## Колекційні видання
Countdown to Infinite Crisis було перевидано у складі англомовної збірки The OMAC Project, який вийшов у листопаді 2005 року (ISBN 1-4012-0837-1).

## Огляди
Countdown to Infinite Crisis отримав загалом схвальні відгуки від читачів та помірні від критиків на сайті ComicBookRoundUp. Деякі критики вважали, що комікс може бути важким для розуміння новачками через велику кількість посилань на інші серії та персонажів. Оглядачі Comics Bulletin відзначили, що, незважаючи на участь кількох творчих команд, випуск виглядає цілісним і добре скомпонованим. Художній стиль визнано деталізованим, а загальний вигляд коміксу — високоякісним.